# Reinhard Boos (Verwaltungsjurist)
Reinhard Boos (* 1956 in Iserlohn) ist ein deutscher Verwaltungsjurist. Von 1999 bis 2002 und von 2007 bis 2012 war er Präsident des Landesamtes für Verfassungsschutz des Freistaates Sachsen.

## Leben
Boos studierte Rechtswissenschaften an der Universität Münster. Im August 1992 trat er in den öffentlichen Dienst im Freistaat Sachsen ein. Er baute das im November 1992 neu gegründete Landesamt für Verfassungsschutz mit auf, wurde zunächst unter der Leitung von Mathilde Koller dessen Vizepräsident und, nachdem deren Nachfolger Eckehardt Dietrich altershalber in Ruhestand ging, ab Juni 1999 Präsident des Amtes.
Ende 2002 wechselte er zum sächsischen Innenministerium, wo er das Referat Ausländer- und Asylangelegenheiten leitete.
Im Juni 2007 rief ihn der damalige Innenminister Sachsens, Albrecht Buttolo, ins Verfassungsschutzamt zurück, da dort im Zuge der Turbulenzen um den angeblichen Sachsensumpf der Nachfolger von Boos, Rainer Stock, abberufen worden war. Die Anschuldigungen in der Affäre hatten auf vom Landesamt zusammengetragenen Informationen beruht, die sich später als nicht haltbar herausstellten.
Aufgrund einer Panne in seinem Amt im Zusammenhang mit den Ermittlungen zur rechtsextremen Terrorgruppe Nationalsozialistischer Untergrund (NSU) trat Boos am 11. Juli 2012 zurück und beantragte seine Versetzung mit Wirkung zum 1. August 2012. Beim Zimmerwechsel eines Mitarbeiters wegen Umstrukturierung des Amtes war in dessen Tresor eine Akte mit Protokollen einer Telefonüberwachung (laut Medienberichten bei einem Mitglied des verbotenen Netzwerks Blood and Honour) von Ende 1998 aufgetaucht, die das Landesamt im Auftrag des Bundesamtes für Verfassungsschutz angefertigt hatte, und die wegen der dort durchgeführten Aktenvernichtung als verloren galt. Zuvor hatte Boos dem sächsischen Innenminister immer versichert, den Ermittlungsbehörden bzw. dem ersten NSU-Untersuchungsausschuss des Bundestages alle Unterlagen zur Verfügung gestellt zu haben. Sein Nachfolger war bis Ende Juni 2020 Gordian Meyer-Plath.